# Pays-de-Belvès
Pays-de-Belvès é uma comuna francesa na região administrativa da Nova Aquitânia, no departamento da Dordonha. Estende-se por uma área de 30.72 km². Em 2010 a comuna tinha 1 419 habitantes (densidade: 46,2 hab./km²).
Foi criada em 1 de janeiro de 2016, a partir da fusão das antigas comunas de Belvès e Saint-Amand-de-Belvès.